# Sobrefoz
Sobrefoz ist eines von neun Parroquias in der Gemeinde Ponga der autonomen Region Asturien in Spanien.
 Die 99 Einwohner (2011) leben in zwei Dörfern nahe dem Naturpark Ponga auf einer Fläche von 40,01 km² am Rio Ponga. San Juan de Beleño, der Verwaltungssitz der Gemeinde, liegt 5,5 Kilometer entfernt.

## Sehenswertes
- Wasserfälle  „Cascada en la Foz de la Escalada“
- Naturpark Ponga
- Einsiedelei „Ermita de Nuestra Señora“ in Ventaniella

## Dörfer und Weiler im Parroquia
- Sobrefoz – 96 Einwohner 2011 43° 10′ 16″ N, 5° 10′ 35″ W
- Ventaniella – 3 Einwohner 2011